# Yu Dan
Yu Dan, född 18 augusti 1987 i Chengdu, är en kinesisk sportskytt.
Hon blev olympisk bronsmedaljör i luftgevär vid sommarspelen 2012 i London.